# توني سميث (متزلج سريع)
توني سميث (بالإنجليزية: Tony Smith)‏ هو متزلج سريع نيوزيلندي، ولد في 25 ديسمبر 1961 في كرايستشرش في نيوزيلندا.

## وصلات خارجية
- توني سميث على موقع SpeedSkatingBase.eu (الإنجليزية)
- توني سميث على موقع SpeedSkatingNews.info (الإنجليزية)
- توني سميث على موقع SpeedSkatingStats.com (الإنجليزية)
- توني سميث على موقع اللجنة الأولمبية الدولية (الإنجليزية)
- توني سميث على موقع أوليمبيديا (الإنجليزية)
- توني سميث على موقع اللجنة الأولمبية النيوزيلندية (الإنجليزية)